# Solfara Ciavolotta

zolfara Ciavolotta

La surfara Ciaulotta (in lingua siciliana) o Ciavolotta o miniera Ciavolotta (in lingua italiana) è stata una miniera di zolfo sita in provincia di Agrigento, posta sopra una collina, tra Favara e il Villaggio Mosè, che è una frazione di Agrigento.
La prima proprietà fu di Cafisi Paolo ed eredi, essa è stata una delle maggiori solfatare del comprensorio minerario di Agrigento.
La solfatara era già attiva nel 1839, successivamente fu abbandonata ma dal 2010 è interessata da un intervento di conversione in parco minerario per una maggiore fruizione turistica e scientifica.

## Descrizione
Scoperta nel 1891, nella provincia di Agrigento, è di circa 20-25 metri di profondità e presenta grosso modo la forma di una lente.
La posizione dove è situata si caratterizza per il suo vasto andamento collinare, segnato per un tratto dal fiume Naro. La collina, all'inizio quasi di andamento pianeggiante, sale sino a toccare i 240 metri ed è di carattere calcareo-gessoso. Ancora oggi all'interno di quel che resta dell'impianto vi sono resti di forni Gill che poggiano sopra un grosso rilievo roccioso. L'attività mineraria è testimoniata sia in superficie che in profondità dalla presenza di diverse aree in cui vi è accumulo di scorie estratte dalla miniera e poi fuse. Altre testimonianze sono i camini di fusione, i resti di forni Gill, impianti di risalita dalla miniera e per la lavorazione dello zolfo, un calcarone e antichi ingressi specie lungo le pareti di gesso.
Il sotterraneo, molto articolato, presenta la formazione geologica delle cosiddette zubbie, ovvero particolari minerali di notevole carattere scientifico che rendono questa miniera unica al mondo. Le zubbie si presentano come grosse cavità piene di minerale quasi puro e circondate da vaste zone di gesso e zolfo mammellonare amorfo che per colore e trasparenza è simile all'ambra.
Il piano inclinato dove giace e gli apparecchi archeologico-industriali hanno reso questa miniera un'antica tecnologia che la rende unica e che si trova come ispirazione in alcune pagine indelebili di Luigi Pirandello.

## Incidenti
Nel 1874 vi morirono 8 operai per il crollo di una galleria.